# 플란드렌시스 대공국

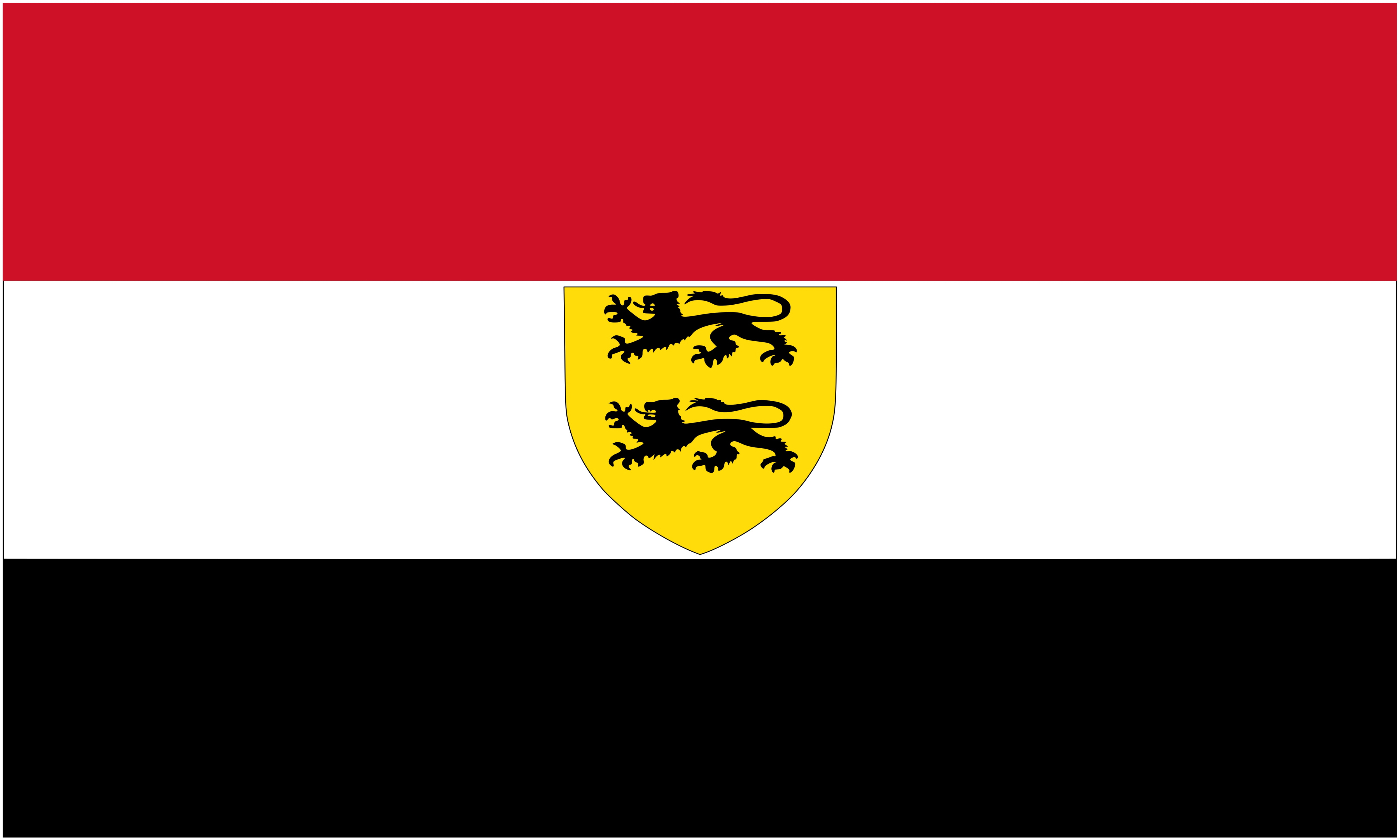
플란드렌시스 대공국의 국기

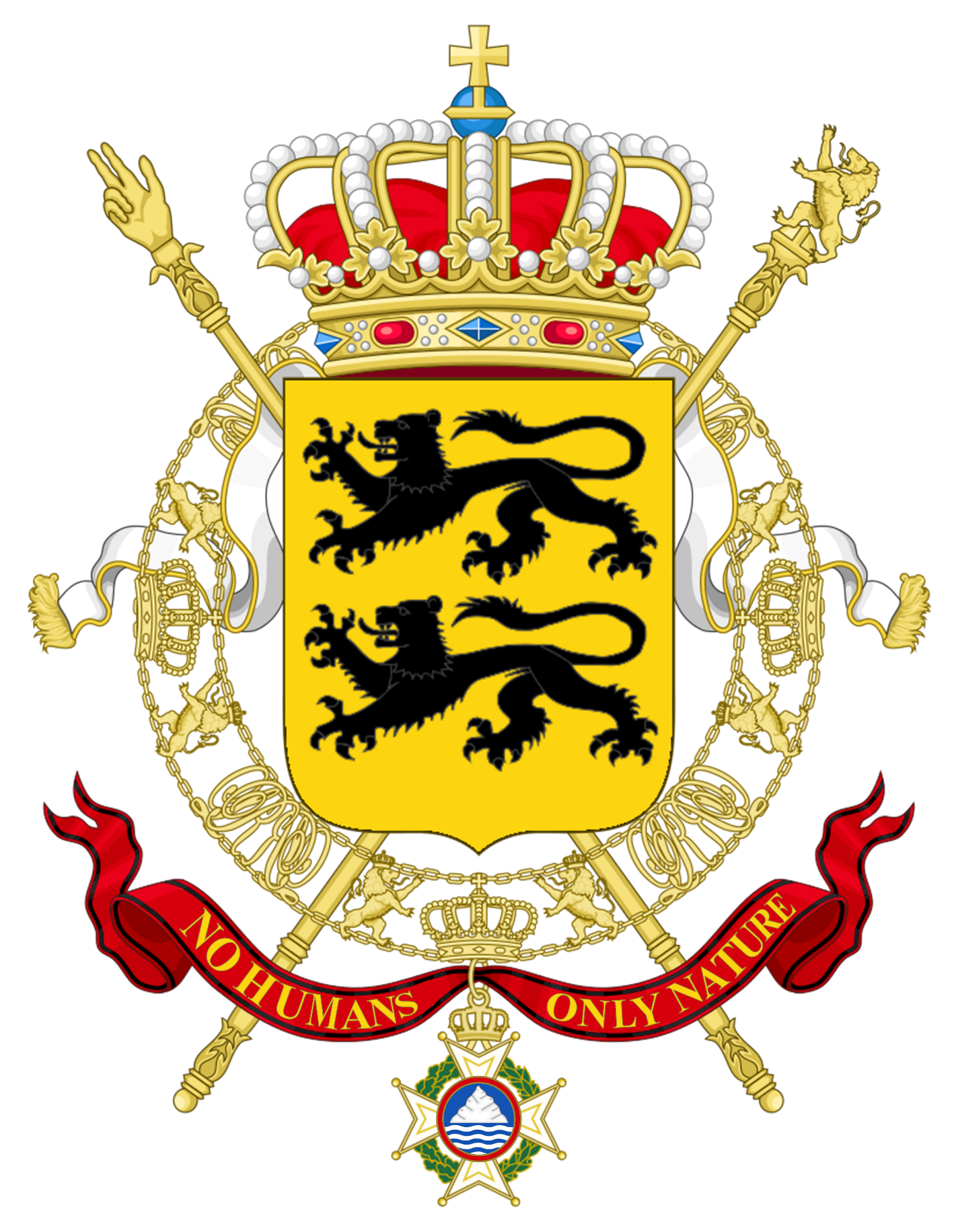
플란드렌시스 대공국의 문장

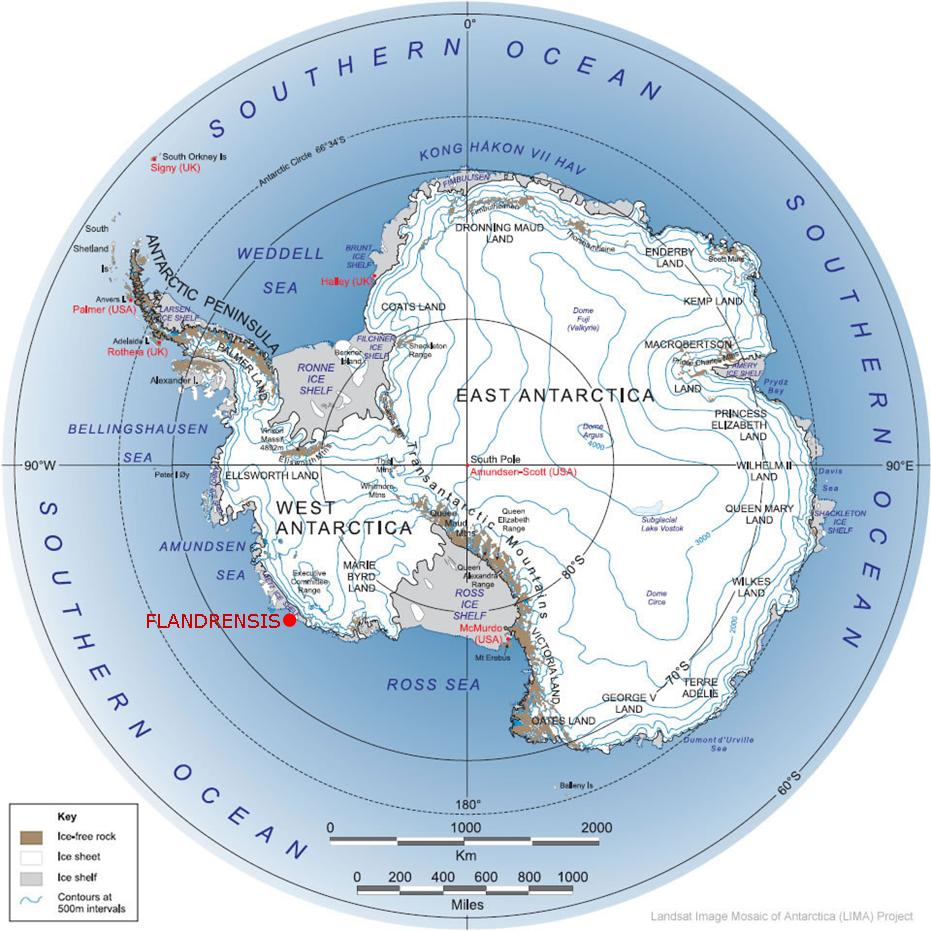
지도

플란드렌시스 대공국(Grand Duchy of Flandrensis)은 남극의 일부 영토에 세워진 마이크로네이션으로, 2008년 벨기에의 닐스 베르메르시가 세웠다. 플란드렌시스는 어떠한 국가나 정부에 의해 인정되지 않으며 이들 또한 하나의 국가로 인정하려는 의도 또한 없다.

## 같이 보기
- 마이크로네이션 목록
- 마이크로네이션의 국기 목록